# Claude Corea

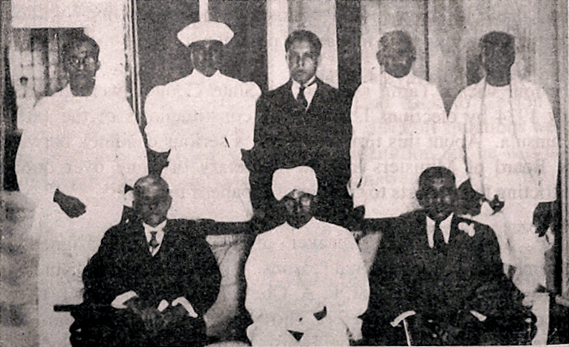
Consejo de Estado de Ceilán en 1936. Claude Corea está de pie, en el centro.

George Claude Stanley Corea (Chilaw, Ceilán, 5 de septiembre de 1894 - Múnich, 2 de septiembre de 1962) fue un político y diplomático srilankés.
Corea se educó en Ceilán durante el dominio británico. Se graduó en Leyes por la Facultad de Derecho de la Universidad de Colombo, tras lo cual pasó a dedicarse al ejercicio de la abogacía. En 1930 emprendió su carrera política al ser nombrado miembro del Congreso Nacional por su localidad natal. Corea sería presidente del Congreso en tres ocasiones.
Desde 1931 formó parte del Consejo de Estado en varias ocasiones. Así ocupó la cartera de Asuntos Exteriores en dos periodos, y desde 1936 y durante diez años fue ministro de Trabajo, Industria y Comercio. Como tal participó en la creación del Banco de Ceilán, dedicándose también al desarrollo de la agricultura y la industria.
Durante la Segunda Guerra Mundial, Corea sostuvo que Ceilán debía aspirar no a una mera reforma constitucional, sino a la transferencia de la soberanía al pueblo de la isla.
En 1946 fue nombrado embajador en el Reino Unido, puesto que ocuparía hasta 1948 y por el que participaría en las negociaciones que llevaron a la independencia de Ceilán ese último año.
En 1948 marchó a los Estados Unidos como primer embajador de su recién independizado país. Posteriormente volvería a Londres, esta vez como Alto Comisario, en 1954, siendo también representante ante Francia y los Países Bajos.
El 8 de septiembre de 1951 fue uno de los tres firmantes por parte ceilanesa del tratado de paz con Japón.
En septiembre de 1956 fue a Pequín como Embajador Especial, encabezando la delegación ceilandesa encargada de las negociaciones preliminares para el establecimiento de relaciones diplomáticas con la República Popular China.
Nombrado embajador permanente de Ceilán ante las Naciones Unidas, fue presidente del Consejo de Seguridad en 1960.
Claude Corea fue nombrado Caballero de la Orden del Imperio Británico por Isabel II en 1952.
Estuvo casado con Carmaine Chitty Corea.